# Job von Witzleben (général, 1813)
Job Wilhelm David Karl Heinrich von Witzleben (né le 4 août 1813 à Kynau et mort le 21 avril 1867 à Glogau) est un général de division prussien et propriétaire du manoir de Łyszkowo.

## Biographie

### Origine
Job von Witzleben est issu de la famille noble de Thuringe von Witzleben (de) et est le fils aîné du lieutenant général et ministre de la Guerre Job von Witzleben (1783-1837) et de son épouse Auguste Henriette, née von Splittgerber.

### Carrière militaire
Witzleben étudie l'école de l'abbaye de Roßleben de 1826 à 1831 et commence sa carrière militaire le 20 novembre 1831 comme artilleur dans la brigade d'artillerie de la Garde de l'armée prussienne. Le 18 juillet 1833, il est agrégé sous-lieutenant et diplômé de l'école d'artillerie et d'ingénierie l'année suivante. Avec le détachement du corps de la Garde, il participe à la revue de Kalisch en 1835 et reçoit l'Ordre de Sainte-Anne de 3e classe. Le 13 août 1837, il est transféré au régiment de hussards du Corps de la Garde et promu premier lieutenant à la mi-janvier 1845. Un an plus tard, il reçoit l'Ordre de Saint-Vladimir de 4e classe. En juin 1850, il reçoit le caractère de Rittmeister et deux ans plus tard le 22 juin 1852 un brevet pour son grade. À Potsdam, il devient membre de la loge maçonnique "Teutonia zur Weisheit".
Le 2 novembre 1852, il est nommé adjudant personnel du prince Charles de Prusse et, tout en restant dans cette position, mis à la suite du régiment de hussards du Corps de la Garde. Promu major, il devient le 3 juin 1856 chef d'escadron dans le 3e régiment d'uhlans (pl) et à partir du 16 mai 1857 Witzleben est à nouveau adjudant personnel de Charles de Prusse, quittant son poste à la suite de son régiment. En 1858, il reçoit la croix de chevalier de l'ordre de Léopold. Le 1er juillet 1860, il est commandant de régiment en tant que lieutenant-colonel. En janvier 1861, il reçoit l'Ordre de l'Aigle rouge de 3e classe avec ruban. En octobre de la même année, il est promu colonel.
En 1864, il reçoit l'Ordre de Saint-Vladimir de 3e classe. Sous la position à la suite de son régiment, il devient commandant de la 9e brigade de cavalerie le 18 avril 1865. Il reçoit la croix de commandeur de 1re classe de l'Ordre d'Henri le Lion le 10 février 1866 et est promu major général le 15 juin 1866. Pendant la guerre contre l'Autriche, Witzleben participe à la bataille de Sadowa en juillet 1866 et reçoit pour cela les épées de l'ordre de l'Aigle rouge de 3e classe avec ruban le 20 septembre. Witzleben est chevalier de l'Ordre de Saint-Jean.

### Famille
Witzleben est le seigneur du manoir de Łyszkowo. Le 6 décembre 1849, il épouse Marie Hossauer (1828-1876) à Berlin, qui est inhumée après son décès le 22 février 1876 au cimetière des Invalides. Le mariage n'a pas d'enfants.